# Centropus sinensis
Il cucal maggiore o cuculo fagiano maggiore  (Centropus sinensis Stephens, 1815) è un uccello della famiglia Cuculidae.

## Distribuzione e habitat
Questo uccello vive in Asia meridionale, centro e sudorientale, dal Pakistan e la Cina fino all'Indonesia.
La sottospecie C. s. sinensis vive in Pakistan, India (valle dell'Indo, regione subhimalayana fino all'Assam), Nepal, Bhutan e il sud della Cina (Guangxi, Fujian, Zhejiang);
C. s. parroti vive nell'India peninsulare, dagli stati di Orissa e Madhya Pradesh in giù;
C. s. intermedius vive in Bangladesh, Myanmar, sud della Cina (Yunnan, Hainan), Thailandia, Laos, Vietnam e nella parte settentrionale della penisola della Malaysia;
C. s. bubutus vive nella Malaysia peninsulare meridionale, su Sumatra, Giava, Bali, su Nias, sulle Isole Mentawai, nel Borneo e nelle Filippine occidentali (Palawan, Balabac e Isola Cagayan);
C. s. kangeangensis vive invece sulle Isole Kangean, in Indonesia.

## Tassonomia
Centropus sinensis ha sei sottospecie:
- Centropus sinensis sinensis
- Centropus sinensis parroti - da alcuni autori[3] considerata specie separata;
- Centropus sinensis intermedius
- Centropus sinensis bubutus
- Centropus sinensis anonymus
- Centropus sinensis kangeangensis